# Scott Peterson
Pour les articles homonymes, voir Scott et Peterson.
Ne doit pas être confondu avec Scott Peterson (auteur).
Scott Lee Peterson, né le 24 octobre 1972 à San Diego en Californie, est un représentant en engrais américain qui a été déclaré coupable du meurtre de sa femme, Laci Denise Peterson (née Rocha), et de leur enfant à naitre. 
Cette affaire domina les médias américains pendant de nombreuses semaines. Le 16 mars 2005, Peterson fut condamné à la peine capitale et incarcéré dans le couloir de la mort de la prison d'État de San Quentin, en Californie. Sa peine fut suspendue pour la tenue d'un nouveau procès en 2020, et finalement commuée en une peine de prison à vie sans possibilité de libération lors du verdict du 8 décembre 2021.

## Biographie
Scott Peterson est né à San Diego en Californie. Son père travaillait pour une entreprise de transport routier avant de devenir propriétaire d'une société d'emballage. Sa mère possédait une petite boutique à Modesto, sous l'enseigne « The Put On ». Pendant son passage à l'University of San Diego High School, il travailla comme cadet dans un cours de golf local, et participa à l'équipe de golf de son lycée, où l'un de ses coéquipiers fut la future vedette du PGA Phil Mickelson.
Il travailla comme serveur dans un café de San Luis Obispo pendant ses études à l'Université d'État polytechnique de Californie, où il rencontra sa future femme, Laci Rocha. Le couple se maria en 1997.

### Disparition de Laci
Laci Peterson disparut le 23 ou le 24 décembre 2002, à l'âge de 27 ans. Enceinte de huit mois, la date d'accouchement prévue était le 10 février 2003, et le couple avait décidé que Conner serait le prénom de l'enfant. La date et la cause exactes de la mort de Laci n'ont jamais été établies. Peterson porta sa femme comme disparue au réveillon de Noël, et l'affaire suscita immédiatement l'intérêt des médias américains au niveau national.
Scott Peterson donna une conférence de presse, entouré de sa famille, de celle de sa femme et de connaissances dans sa ville de résidence, à Modesto. Il déclara qu'il était parti pour aller pêcher au port de Berkeley à la date de la disparition de Laci. Les corps de sa femme et du fœtus furent retrouvés séparément à des dates différentes (Laci le 14 avril et le fœtus le 13 avril 2003), à environ cinq kilomètres de l'endroit où Peterson déclara être allé pêcher.
Peterson ne fut pas considéré comme suspect principal immédiatement, essentiellement grâce à la confiance en son innocence dont firent preuve la famille et les amis de Laci jusqu'à un mois après la disparition de celle-ci. Le 17 janvier cependant, il apparut que Peterson avait entretenu de nombreuses liaisons adultères, notamment avec une kinésithérapeute du nom d'Amber Frey. C'est au regard de ces révélations que la famille de Laci arrêta de lui apporter son soutien. Frey devint par la suite un témoin clé contre Peterson, acceptant d'enregistrer ses conversations téléphoniques avec lui dans l'espoir d'obtenir une confession. Le suspect maintint toutefois son innocence auprès de sa maîtresse, et alla même jusqu'à lui poser des questions concernant sa responsabilité potentielle dans la disparition de sa femme enceinte. Les médias débattirent par la suite s'il était possible que Peterson sût qu'il était sur écoute, mais cela ne fut jamais démontré.
Frey raconta à la Police que deux semaines avant la disparition de Laci, Peterson lui avait dit qu'il était veuf, ayant « perdu sa femme ». Les enregistrements des conversations téléphoniques entre Peterson et Frey furent diffusés lors du procès, et des retranscriptions furent publiées. Leur contenu fut particulièrement compromettant pour l'accusé, révélant que, quelques jours après la disparition de sa femme, Peterson déclarait passer des vacances à Paris. L'un des appels fut effectué lors d'une veillée en l'honneur de sa femme, au réveillon du Jour de l'an.

#### Découverte des corps
Le 14 avril 2003, un fœtus masculin, auquel un cordon ombilical était encore attaché, fut retrouvé sur la rive de la baie de San Francisco. Le lendemain, une partie d'un torse féminin sans mains ni pieds fut retrouvé dans le même secteur. Les corps furent identifiés comme étant ceux de Laci et Conner Peterson. Ils furent soumis à une autopsie, mais l'état de décomposition avancée ne permit pas de déterminer la cause des décès. Les procureurs avancèrent que Laci avait dû être asphyxiée ou étranglée au domicile familial. Le Federal Bureau of Investigation (FBI) effectua une fouille médico-légale de la maison, du hangar, du bateau, de la camionnette et de la boîte à outils de Scott mais ne trouvèrent qu'un cheveu.

#### Arrestation et procès
Scott Peterson fut arrêté le 18 avril 2003 à La Jolla (Californie) dans le parking d'un parcours de golf où il déclara avoir rendez-vous avec son père et son frère pour une partie de golf. Au moment de son arrestation, Peterson avait dans son véhicule 15 000 dollars en liquide, quatre téléphones, de l'équipement de camping, une carte imprimée la veille indiquant le parcours vers le lieu de travail d'Amber Frey, du Viagra et le permis de conduire de son frère, entre autres articles. Il avait teint ses cheveux et son bouc en blond, et la Police en déduit que Peterson projetait de fuir, vers le Mexique.
La Police enquêta brièvement sur un lien possible entre Scott Peterson et la disparition en 1996 de Kristin Smart, une jeune femme de 19 ans qui était étudiante à l'Université polytechnique d'État de Californie pendant la même période où Scott et Laci y étaient inscrits. Le nom de Scott Peterson aurait en effet figuré sur une courte liste de personnes que les enquêteurs avaient à l'époque considérée pour une investigation plus approfondie, ce que démentit publiquement Peterson, et les enquêteurs ne trouvèrent rien pour l'impliquer dans cette affaire.
Scott Peterson demanda au départ à être représenté par un avocat commis d'office par le comté de Stanislaus. Kent Faulkner, Chief Deputy Public Defender, et son adjointe Maureen Keller furent assignés à son dossier. Par la suite cependant, le suspect déclara qu'il avait suffisamment de ressources financières pour engager un avocat personnel, et c'est Mark Geragos qui se chargea de sa défense.
Le 20 janvier 2004, du fait de l'attention médiatique et de l'hostilité à l'encontre de Scott Peterson exprimée par l'opinion publique dans la région de Modesto, un juge déplaça le procès vers Redwood City, dans le comté de San Mateo, à 150 kilomètres de là.
Le procès, The People of the State of California vs. Scott Peterson, débuta en juin 2004 et fut suivi de près par les médias. Le procureur en chef fut Rick Distaso, et Mark Geragos mena la défense de Peterson.
Amber Frey, qui témoigna pour le Bureau du Procureur, engagea sa propre avocate, Gloria Allred, pour la protéger des médias. Allred n'était pas sous la contrainte d'injonction de silence imposé aux autres protagonistes lors du procès, et bien qu'elle déclarât que sa cliente n'avait pas d'opinion quant à la culpabilité de Peterson, elle se montra particulièrement bienveillante envers les procureurs. Elle apparut fréquemment à la télévision lors du procès, et sembla critiquer la défense à chaque occasion possible. Allred joua aussi un rôle clé pour dissimuler certains faits concernant le passé de sa cliente. Ron Frey, le père d'Amber, engagea lui aussi un avocat afin de se voir exclu de l'injonction de silence.
Les avocats de Scott Peterson bâtirent leur défense en mettant de l'avant l'absence de preuves directes, et en tentant de discréditer la signification des preuves circonstancielles. Ils mentionnèrent que les restes de Conner Peterson étaient ceux d'un enfant arrivé à terme, et émirent l'hypothèse que Laci avait été enlevée et gardée prisonnière jusqu'à son accouchement avant d'être tuée avec son bébé et jetée dans la baie. Les experts médicaux du Bureau du Procureur furent cependant capables de démontrer que l'enfant n'était jamais arrivé à terme, et qu'il est mort en même temps que sa mère. Geragos suggéra même qu'une secte satanique avait enlevé la femme enceinte, et déclara que Peterson était un « goujat » (a cad) pour avoir trompé sa femme enceinte, mais pas un meurtrier.
Pendant les délibérations du jury, un juré fut remplacé à cause de sa conduite. Par la suite, le porte-parole du jury, Gregory Jackson, demanda à être remplacé lui aussi, vraisemblablement parce que ses homologues voulaient le voir quitter son rôle. Geragos déclara aux reporters que Jackson avait mentionné avoir reçu des menaces lorsqu'il demanda à être remplacé. Jackson fut donc également remplacé par un juré de réserve. Le 12 novembre 2004, le jury reconstitué déclara Peterson coupable de meurtre au premier degré avec circonstances aggravantes pour la mort de sa femme, et de meurtre au second degré pour avoir tué son fils non encore né. La phase de condamnation du procès commença le 30 novembre pour se terminer le 13 décembre, lorsqu'à 13h30 (heure standard du Pacifique), le jury de douze personnes recommanda la peine de mort pour Peterson.
Lors d'entretiens avec les médias, des membres du jury déclarèrent qu'ils avaient eu le sentiment que l'attitude de Peterson - plus particulièrement son manque d'émotion pendant le procès et les appels téléphoniques à Amber Frey - trahissait sa culpabilité. Ils fondèrent leur verdict sur « des centaines de petites pièces de puzzle de preuves circonstancielles qui apparurent durant le procès, de la situation géographique du corps de Laci Peterson aux myriades de mensonges que son mari raconta après sa disparition ».

#### Condamnation et suites
Le juge Alfred A. Delucchi condamne Scott Peterson à la peine de mort le 16 mars 2005, qualifiant le meurtre de son épouse de « cruel, insensible, impitoyable ». La méthode d'exécution prescrite est la mort par injection. Le juge refuse la requête de la Défense pour un nouveau procès (invoquant la conduite jugée inappropriée d'un juré et l'influence des médias), et ordonne à Peterson de payer 10 000 dollars US pour contribuer aux funérailles de sa femme.
Scott Peterson arrive à la prison d'État de San Quentin au petit matin du 17 mars 2005, un pénitencier qui surmonte la baie où le corps de Laci fut retrouvée, et qui héberge le couloir de la mort masculin de l'État, à environ 30 kilomètres au nord de San Francisco. Il rejoint ainsi 643 autres prisonniers en attente de leur exécution. Son dossier est à l'heure actuelle en appel automatique.
En janvier 2005, quelques jours après le verdict de culpabilité initial, Amber Frey publia un livre sur sa relation avec Scott Peterson. Elle se fit critiquer pour utiliser son rôle dans l'affaire à des fins d'enrichissement personnel. La date de publication de son livre, après la fin du procès, alimente les hypothèses selon lesquelles la maîtresse de l'accusé travaillait sur le document pendant le procès, ce qui aurait violé l'injonction de silence imposée aux témoins du procès par le juge. Son éditeur aurait déclaré à Frey qu'un verdict d'innocence n'aurait pas conduit à un contrat pour ce livre. La famille de Laci Peterson critique également Amber Frey pour avoir placé une photo d'elle entre celles de Scott et Laci sur la couverture du livre.
Le 31 octobre 2007, la Cour d'appel pour le cinquième circuit de Fresno confirme un jugement de la cour du comté de Stanislaus privant Scott Peterson de l'assurance vie de sa femme souscrite en 2001 (il s'agissait d'une police mutuelle).
Comme d'autres criminels très médiatisés, Peterson reçoit un courrier volumineux d'admirateurs ainsi que des propositions de mariage. Richelle Nice, membre du jury lors de son procès (surnommée Strawberry Shortcake par certains spectateurs du procès à cause de ses cheveux roux), figure parmi ses correspondantes. Elle lui écrivit une première fois sur le conseil de sa thérapeute.

## Preuves
Les preuves avancées pour la culpabilité de Scott Peterson sont essentiellement circonstancielles. Traqué par la presse au début de l'affaire, il modifia son apparence et acheta un véhicule sous le nom de sa mère. Il ajouta deux chaînes pornographiques à son forfait de télévision par câble deux jours après la disparition de sa femme (les procureurs avancèrent qu'il s'agissait là d'une preuve qu'il savait que Laci Peterson ne reviendrait pas). Il exprima le désir de vendre le domicile conjugal, et vendit la Land Rover de Laci (le concessionnaire automobile, après avoir appris à qui appartenait le véhicule à l'origine, le rendit à la famille de la disparue sans frais).
La culpabilité de Scott Peterson fut soutenue par le témoignage de Ralph Cheng, un hydrologue de l'United States Geological Survey, témoin expert dans le domaine des marées, notamment pour la baie de San Francisco. Cheng admit toutefois lors de sa contre-interrogation que ses conclusions étaient « probables, mais non précises », les systèmes de marées étant particulièrement chaotiques par nature, et ne lui ayant pas permis de mettre au point une simulation exacte de l'abandon des corps et de leur dérive. La liaison entre Amber Frey et Scott Peterson nuit également à la défense de l'accusé.
Le Dr Charles March devait être un témoin crucial pour la défense dans le procès de Scott Peterson - Geragos semblait persuadé que son expert pourrait à lui seul exonérer Peterson en prouvant que le bébé était mort une semaine après la date avancée par les procureurs -, mais ces derniers réussirent à discréditer March en remarquant une erreur dans les dates de ses travaux. Le témoin mit l'erreur sur le compte d'une faute de frappe, mais les procureurs soulignèrent que la date erronée était mentionnée à deux reprises. « Lorsqu'un expert dit "Soyez indulgent avec moi", c'est fini », commenta Jim Hammer, un procureur de San Francisco qui suivit l'affaire de près.

## Mobiles
La liaison de Peterson avec Amber Frey ne fut jamais présentée comme un mobile par les procureurs, mais ceux-ci la présentèrent comme révélatrice de la personnalité de l'accusé. Le Bureau du Procureur argua que Peterson avait tué sa femme enceinte en raison d'une dette grandissante et d'un désir d'affranchissement de la vie conjugale pour adopter un style de vie célibataire.

## Controverse
L'accusation de double meurtre, alors même que l'enfant de Laci et Scott Peterson n'arriva jamais à terme, contribua à entretenir la controverse aux États-Unis entre les partisans du droit à l'avortement et leurs adversaires. Le débat mena même le Congrès américain à adopter un projet de loi, baptisé Unborn Victims of Violence Act (et surnommée Laci and Conner's Law), qui établit qu'un fœtus est un « humain », et qui lui garantit le même type de protection contre les violences à son égard et transformant ainsi tout acte de violence à l'égard d'une femme enceinte comme envers deux personnes distinctes. Le texte prit valeur de loi avec la signature du président George W. Bush le 1er avril 2004.

## Adaptations
Dean Cain incarne Scott Peterson dans un téléfilm sur l'affaire intitulé The Perfect Husband: The Laci Peterson Story (traduit en France sous le titre Comportement suspect), diffusé le 13 février 2004 sur la chaîne américaine USA, avant même la condamnation du protagoniste par la cour californienne.
L'affaire Peterson est l'un des deux sujets traités dans Chroniques criminelles le 4 février 2017 sous le titre « Un crime presque parfait » sur TFX.
En août 2024, Netflix diffuse une courte série documentaire de 3 épisodes intitulée : American Murder : Laci Peterson.

## Curiosité
Fait troublant, le nom de Scott Peterson apparaît dans le film Demolition Man, du réalisateur italien Marco Brambilla. Le nom figure sur une liste de détenus incarcérés pour meurtre et conservés dans un état cryogénique. Le film a été tourné en 1993, soit dix ans avant que Scott Peterson ne soit accusé de l'assassinat de sa femme, Laci Rocha.

### Filmographie
- American Justice: The Scott Peterson Trial, un documentaire produit par A&E Home Video (2005)
- The Perfect Husband: The Laci Peterson Story (Comportement suspect), un téléfilm réalisé par Roger Young et produit par Sony Pictures (2004)